# C. Gardner Sullivan
Charles Gardner Sullivan (Stillwater, 18 settembre 1884 – Los Angeles, 5 settembre 1965) è stato uno sceneggiatore statunitense, uno dei più noti nomi di Hollywood. Nella sua carriera, iniziata nel 1912, firmò quasi duecento film, tra soggetti, sceneggiature e supervisioni.
Nel 1924, la rivista Story World lo ha inserito in un elenco che comprende le dieci persone che hanno contribuito di più all'industria cinematografica fin dal suo inizio. Quattro dei film scritti e sceneggiati da Sullivan sono stati inseriti nella lista del National Film Registry.

## Biografia
Nato nel Minnesota, a Stillwater, frequentò le scuole pubbliche. Iniziò a lavorare nel 1907 come giornalista per il St. Paul Daily News, un giornale locale, guadagnando sei dollari la settimana. Trasferitosi a New York, lavorò per il New York Evening Journal. Un collega gli mostrò un avviso pubblicitario apparso sul Saturday Evening Post, dove cercavano nuovi autori per l'industria cinematografica. Gardner ricordava l'episodio come quello che diede inizio alla sua carriera nel cinema.
Il suo primo soggetto non venne accettato e lui, per qualche tempo, smise di scriverne. La prima storia che riuscì a vendere aveva il titolo Her Polished Family': gli venne comperata dagli Edison Studios per venticinque dollari.
In seguito, presentò un soggetto di genere western alla New York Motion Picture Corporation di Thomas H. Ince, ricevendo un assegno di cinquanta dollari. Nei mesi seguenti, la compagnia di Ince gli comprò una sessantina di storie.

## Filmografia
La filmografia è completa

### Sceneggiatore

#### 1912
- When Lee Surrenders, regia di Thomas H. Ince – cortometraggio (1912)
- The Altar of Death, regia di C. Gardner Sullivan – cortometraggio (1912)
- The Army Surgeon, regia di Francis Ford – cortometraggio (1912)
- The Invaders, regia di Francis Ford e Thomas H. Ince (non accreditati) – cortometraggio (1912)
- The Dead Pay, regia di Francis Ford – cortometraggio (1912)

#### 1913
- The Paymaster's Son, regia di Francis Ford (1913)
- Days of '49, regia di Thomas H. Ince (1913)
- A Shadow of the Past, regia di Thomas H. Ince – cortometraggio (1913)
- The Telltale Hatband, regia di Francis Ford - storia e scenario (1913)
- Will o' the Wisp, regia di Francis Ford - sceneggiatore (1913)
- The Battle of Gettysburg, regia di Charles Giblyn e Thomas H. Ince (1913)
- The Boomerang, regia di Thomas H. Ince (1913)
- The Seal of Silence, regia di Charles Giblyn - scenario (1913)
- The Reaping, regia di Burton L. King - storia (1913)
- The Witch of Salem, regia di Raymond B. West - sceneggiatore (1913)

#### 1914
- Breed o' the North, regia di Walter Edwards (1914)
- The Wrath of the Gods, regia di Reginald Barker (1914)
- The Hour of Reckoning, regia di Thomas H. Ince (1914)
- Willie, regia di Colin Campbell – cortometraggio, sceneggiatura (1914)
- Shorty and the Fortune Teller, regia di Tom Chatterton - storia (1914)
- One of the Discard, regia di Thomas H. Ince - sceneggiatore (1914)
- The Word of His People, regia di Jay Hunt - storia (1914)
- The Worth of a Life, regia di Scott Sidney - storia (1914)
- Two-Gun Hicks, regia di William S. Hart - sceneggiatore (1914)
- The Last of the Line, regia di Jay Hunt - scenario, cortometraggio (1914)
- In the Sage Brush Country, regia di William S. Hart - storia e scenario (1914)

#### 1915
- The Italian, regia di (non accreditato) Reginald Barker - sceneggiatore (1915)
- The Scourge of the Desert, regia di William S. Hart – cortometraggio (1915)
- In the Land of the Otter, regia di Walter Edwards – cortometraggio (1915)
- The Cross of Fire, regia di Walter Edwards – cortometraggio (1915)
- The Man Who Died, regia di Walter Edwards – cortometraggio (1915)
- Sergeant Jim's Horse, regia di Richard Stanton – cortometraggio (1915)
- The Gun Fighter, regia di Walter Edwards – cortometraggio (1915)
- Through the Murk, regia di Charles Swickard – cortometraggio (1915)
- Mr. 'Silent' Haskins, regia di William S. Hart – cortometraggio (1915)
- The Grudge, regia di William S. Hart – cortometraggio (1915)
- The Man at the Key, regia di Richard Stanton – cortometraggio (1915)
- Winning Back, regia di Reginald Barker – cortometraggio (1915)
- On the High Seas, regia di Richard Stanton – cortometraggio (1915)
- Satan McAllister's Heir, regia di Walter Edwards – cortometraggio (1915)
- The Girl Who Might Have Been, regia di Raymond B. West - sceneggiatore (1915)
- The Mill by the Zuyder Zee, regia di Jay Hunt – cortometraggio (1915)
- In the Switch Tower, regia di Walter Edwards – cortometraggio, soggetto (1915)
- The Roughneck, regia di William S. Hart e Clifford Smith – cortometraggio, sceneggiatore (1915)
- On the Night Stage, regia di Reginald Barker - soggetto (1915)
- The Riddle of the Wooden Leg, regia di Raymond B. West – cortometraggio, soggetto (1915)
- The Cup of Life, regia di Thomas H. Ince e Raymond B. West - sceneggiatore (1915)
- The Valley of Hate, regia di Tom Chatterton – cortometraggio, soggetto (1915)
- The Man from Nowhere, regia di William S. Hart – cortometraggio, soggetto e sceneggiatura (1915)
- The Kite, regia di Tom Chatterton – cortometraggio (1915)
- The Shoal Light, regia di Scott Sidney – cortometraggio, soggetto (1915)
- Shorty's Troubled Sleep, regia di Jay Hunt – cortometraggio, soggetto (1915)
- Hostage of the North, regia di Walter Edwards – cortometraggio, soggetto (1915)
- The Darkening Trail, regia di William S. Hart - soggetto (1915)
- The Scales of Justice, regia di Walter Edwards – cortometraggio, soggetto (1915)
- The Reward, regia di Reginald Barker - mediometraggio (1915)
- The Floating Death, regia di Richard Stanton – cortometraggio, scenario (1915)
- The Sea Ghost, regia di Richard Stanton – cortometraggio, soggetto (1915)
- Tools of Providence, regia di William S. Hart – cortometraggio, sceneggiatura (1915)
- The Ruse, regia di William H. Clifford e William S. Hart – cortometraggio, sceneggiatura (1915)
- The Mating, regia di Raymond B. West - sceneggiatura (1915)
- The Man Who Went Out, regia di Jay Hunt – cortometraggio, soggetto (1915)
- The Phantom Extra, regia di Richard Stanton – cortometraggio, soggetto (1915)
- The Toast of Death, regia di Thomas H. Ince e (non accreditato) Scott Sidney – cortometraggio, scenario (1915)
- The Man from Oregon, regia di Reginald Barker e Walter Edwards - scenario (1915)
- The Iron Strain, regia di Reginald Barker - scenario (1915)
- The Edge of the Abyss, regia di Walter Edwards - sceneggiatura (1915)
- Matrimony, regia di Scott Sidney – cortometraggio, sceneggiatura (1915)
- Between Men, regia di William S. Hart - storia e sceneggiatura (1915)
- The Forbidden Adventure, regia di Charles Swickard – cortometraggio, sceneggiatura (1915)
- The Golden Claw, regia di Reginald Barker - sceneggiatura (1915)
- The Beckoning Flame, regia di Charles Swickard - sceneggiatura (1915)
- The Winged Idol, regia di Scott Sidney - sceneggiatura (1915)
- The Painted Soul, regia di Scott Sidney - sceneggiatura(1915)

#### 1916
- Peggy, regia di Charles Giblyn e Thomas H. Ince (1916)
- The Corner, regia di Walter Edwards (1916)
- The Conqueror, regia di Reginald Barker (1916)
- The Green Swamp, regia di Scott Sidney (1916)
- Honor's Altar, regia di Walter Edwards (1916)
- L'ultimo atto (The Last Act), regia di Walter Edwards - sceneggiatura (1916)
- The Moral Fabric, regia di Raymond B. West - scenario (1916)
- Il vendicatore (Hell's Hinges), regia di Charles Swickard e, non accreditati, William S. Hart e Clifford Smith - soggetto e sceneggiatura (1916)
- The Aryan, regia di Reginald Barker, William S. Hart e Clifford Smith (1916)
- The Stepping Stone, regia di Reginald Barker e Thomas H. Ince (1916)
- Civilization, regia di Reginald Barker, Thomas H. Ince, Raymond B. West e altri (1916)
- Civilization's Child, regia di Charles Giblyn (1916)
- The Bugle Call, regia di Reginald Barker - scenario (1916)
- The Beggar of Cawnpore, regia di Charles Swickard (1916)
- The No-Good Guy, regia di Walter Edwards - scenario (1916)
- Not My Sister, regia di Charles Giblyn - sceneggiatore (1916)
- The Market of Vain Desire, regia di Reginald Barker - storia (1916)
- The Dividend, regia di Walter Edwards e Thomas H. Ince - sceneggiatore (1916)
- Eye of the Night, regia di Walter Edwards - sceneggiatore (1916)
- The Payment, regia di Raymond B. West - scenario (1916)
- Home, regia di Raymond B. West - scenario (1916)
- Shell 43, regia di Reginald Barker (1916)
- The Thoroughbred, regia di Reginald Barker - sceneggiatura (1916)
- The Wolf Woman, regia di Raymond B. West (1916)
- The Dawn Maker, regia di William S. Hart - storia, sceneggiatura (1916)
- Plain Jane, regia di Charles Miller - scenario (1916)
- The Return of Draw Egan, regia di William S. Hart - storia e sceneggiatura (1916)
- A Corner in Colleens, regia di Charles Miller - scenario (1916)
- The Criminal, regia di Reginald Barker (1916)
- Three of Many, regia di Reginald Barker - storia e sceneggiatura (1916)

#### 1917
- The Iced Bullet, regia di Reginald Barker (1917)
- The Crab, regia di Walter Edwards - sceneggiatura (1917)
- The Pinch Hitter, regia di Victor Schertzinger - sceneggiatura (1917)
- Happiness, regia di Reginald Barker (1917)
- The Girl, Glory, regia di Roy William Neill (1917)
- The Hater of Men, regia di Charles Miller - sceneggiatura (1917)
- Those Who Pay, regia di Raymond B. West - sceneggiatura (1917)

#### 1918
- Without Honor, regia di E. Mason Hopper - soggetto (1918)
- The Keys of the Righteous, regia di Jerome Storm - soggetto e sceneggiatura (1918)
- The Cast-Off, regia di Raymond B. West (1918)
- Love Me, regia di Roy William Neill - sceneggiatura (1918)
- Naughty, Naughty!, regia di Jerome Storm - soggetto (1918)
- Selfish Yates, regia di William S. Hart - soggetto e sceneggiatura (1918)
- Shark Monroe, regia di William S. Hart - soggetto e sceneggiatura (1918)
- The Vamp, regia di Jerome Storm (1918)
- Vive la France!, regia di Roy William Neill - sceneggiatura (1918)
- The Border Wireless, regia di William S. Hart - sceneggiatura (1918)
- When Do We Eat?, regia di Fred Niblo - soggetto e sceneggiatura (1918)
- Branding Broadway, regia di William S. Hart (1918)

#### 1919
- Happy Though Married, regia di Fred Niblo - sceneggiatore (1919)
- The Poppy Girl's Husband, regia di William S. Hart e Lambert Hillyer - scenario (1919)
- Il fiore dei boschi (The Lady of Red Butte), regia di Victor Schertzinger - soggetto e sceneggiatura (1919)
- The Haunted Bedroom, regia di Fred Niblo (1919)
- L'onore del nome (Other Men's Wives), regia di Victor Schertzinger - soggetto e sceneggiatura (1919)
- Sahara, regia di Arthur Rosson - soggetto e sceneggiatura (1919)
- Wagon Tracks, regia di Lambert Hillyer - storia e sceneggiatura (1919)
- The Virtuous Thief, regia di Fred Niblo - storia e sceneggiatura (1919)
- Stepping Out, regia di Fred Niblo (1919)
- John Petticoats, regia di Lambert Hillyer - storia e scenario (1919)
- Dangerous Hours, regia di Fred Niblo - scenario (1919)

#### 1920
- The Woman in the Suitcase, regia di Fred Niblo (1920)
- Sex, regia di Fred Niblo (1920)
- The False Road, regia di Fred Niblo (1920)
- Hairpins, regia di Fred Niblo (1920)
- Love Madness, regia di Joseph Henabery (1920)

#### 1921
- Good Women, regia di Louis J. Gasnier (1921)
- Mother o' Mine, regia di Fred Niblo (1921)
- Greater Than Love, regia di Fred Niblo (1921)
- Hail the Woman, regia di John Griffith Wray (1921)

#### 1922
- White Hands, regia di Lambert Hillyer (1922)

#### 1923
- Soul of the Beast, regia di John Griffith Wray - soggetto (1923)
- Human Wreckage, regia di John Griffith Wray e, non accreditata, Dorothy Davenport (1923)
- Dulcy, regia di Sidney Franklin (1923)
- Strangers of the Night, regia di Fred Niblo (1923)
- La voragine splendente (The Dangerous Maid), regia di Victor Heerman (1923)
- Long Live the King, regia di Victor Schertzinger (1923)

#### 1924
- The Goldfish, regia di Jerome Storm (1924)
- The Marriage Cheat, regia di John Griffith Wray (1924)
- Wandering Husbands, regia di William Beaudine - soggetto, sceneggiatura (1924)
- Dynamite Smith, regia di Ralph Ince (1924)
- The House of Youth, regia di Ralph Ince (1924)
- The Only Woman, regia di Sidney Olcott (1924)
- Idle Tongues, regia di Lambert Hillyer - adattamento (1924)
- Cheap Kisses, regia di John Ince, Cullen Tate (1924)
- The Mirage, regia di George Archainbaud (1924)

#### 1925
- The Monster, regia di Roland West (1925)
- Playing with Souls, regia di Ralph Ince (1925)
- If Marriage Fails, regia di John Ince (1925)
- Wild Justice, regia di Chester M. Franklin (1925)
- The Pinch Hitter, regia di Joseph Henabery (1925)
- Tumbleweeds, regia di King Baggott (1925)

#### 1926
- Three Faces East, regia di Rupert Julian - adattamento (1926)
- Bachelor Brides, regia di William K. Howard - adattamento e scenario (1926)
- Sparrows, regia di William Beaudine e (non accreditato) Tom McNamara - adattamento (1926)

#### 1927
- The Bugle Call, regia di Edward Sedgwick (1927)

#### 1928
- Tristana e la maschera (Sadie Thompson), regia di Raoul Walsh - titoli (1928)
- Tempest, regia di Sam Taylor (1928)
- La donna contesa (The Woman Disputed), regia di Henry King e Sam Taylor - sceneggiatura e didascalie (1928)

#### 1929
- Alibi, regia di Roland West - sceneggiatura e titoli versione muta (1929)
- La porta chiusa (The Locked Door), regia di George Fitzmaurice - adattamento (1929)
- Gli eroi del deserto (Hell's Heroes), regia di William Wyler - capo supervisore soggetto (1929)

#### Anni trenta
- All'ovest niente di nuovo (All Quiet on the Western Front), regia di Lewis Milestone - supervisore capo del soggetto (1930)
- La mongolfiera della morte (Young Desire), regia di Lewis D. Collins - supervisore capo del soggetto (1930)
- La rumba dell'amore (The Cuban Love Song), regia di W. S. Van Dyke - sceneggiatura (1931)
- Huddle, regia di (non accreditato) Sam Wood - continuità (1932)
- Skyscraper Souls, regia di Edgar Selwyn - adattamento (1932)
- Strano interludio (Strange Interlude), regia di (non accreditato) Robert Z. Leonard - continuità (1932)
- Men Must Fight, regia di Edgar Selwyn - sceneggiatura (1933)
- Father Brown, Detective, regia di Edward Sedgwick (1934)
- Pattuglia allarme (Car 99), regia di Charles Barton - sceneggiatura (1935)
- The Awakening of Jim Burke, regia di Lambert Hillyer - storia (1935)
- Three Live Ghosts, regia di H. Bruce Humberstone - sceneggiatura (1936)
- Robin Hood dell'Eldorado (Robin Hood of El Dorado), regia di William A. Wellman (1936)
- I filibustieri (The Buccaneer), regia di Cecil B. DeMille - sceneggiatura (1938)
- La via dei giganti (Union Pacific), regia di Cecil B. DeMille - sceneggiatura (1939)
- The Gracie Allen Murder Case, regia di Alfred E. Green - sceneggiatura (1939)

#### Anni quaranta/cinquanta
- Giubbe rosse (North West Mounted Police), regia di Cecil B. DeMille - sceneggiatura (1940)
- Il postiglione del Nevada (Jackass Mail), regia di Norman Z. McLeod - storia (1942)
- I bucanieri (The Buccaneer), regia di Anthony Quinn - sceneggiatura originale del 1938 (1958)

### Produttore/Supervisore
- Cheap Kisses - presentatore
- Her Man o' War - supervisore
- The Clinging Vine - presentatore
- Gigolo - supervisore montaggio storia
- Corporal Kate - supervisore
- White Gold - supervisore
- The Yankee Clipper - supervisore
- Vanity, regia di Donald Crisp - supervisore (1927)
- Turkish Delight, regia di Paul Sloane - supervisore (1927)
- What Men Want - supervisore montaggio storia
- The Awakening of Jim Burke - supervisore produzione

### Montatore
- Tristana e la maschera (Sadie Thompson), regia di Raoul Walsh (1928)

### Regista
- The Altar of Death (1912)

### Film o documentari dove appare C. Gardner Sullivan
- The Iced Bullet, regia di Reginald Barker (1917)